# Нижняя Ларба
 Нижняя Ла́рба — река в Амурской области России, правый приток реки Нюкжи в среднем течении, на 175 км. Начало берёт на южных склонах Станового хребта, протекает по территории Тындинского района.

## Этимология названия
Название Ларба, с эвенкийского языка: лирби — густо, много; др. вариант: ларба — рогатулина.

## Гидрология
По данным геоинформационной системы водохозяйственного районирования территории РФ, подготовленной Федеральным агентством водных ресурсов относится к Ленскому бассейновому округу.
Длина реки составляет 177 км. Площадь водосборного бассейна насчитывает 4480 км². Река замерзает в октябре и остаётся под ледяным покровом до мая. Питание снеговое и дождевое, так же как и всех её притоков, вечная мерзлота в пределах водосбора мешает питанию рек грунтовыми водами, так как грунтовые воды находятся в виде льда.
В верхнем течении — река горная, высота истока составляет около 1560 м. Здесь река замерзает обычно за короткий срок и промерзает до самого дна. В районе истока реки, местах выхода родниковых вод и на участках с быстрым течением образуются наледи.
Долина в верхнем течении неширокая, в среднем и нижнем значительно расширяется. Пойма очень заболочена, здесь много озёр, в широком русле — озера. Течение умеренное. Возможно лодочное сообщение. Долина не населена, не изучена.
Летние паводки бывают более сильными, чем весенние из-за частых и обильных дождей. Однако летнее оттаивание многолетней мерзлоты не обеспечивает постоянный приток воды в реке, поэтому при длительном отсутствии дождей река часто мелеет и пересыхает. Русло реки составляет от 20 до 60 м, скорость течения 1—1,7 м/с, глубина на плёсах составляет в пределах 1—3 м.

## Притоки
(расстояние от устья)
- 5 км: река Пурияк-Конех
- 21 км: река Ларбикан
- 32 км: река без названия
- 40 км: река без названия
- 42 км: река без названия
- 45 км: река без названия
- 46 км: река без названия
- 53 км: река без названия
- 53 км: река Ниж. Сирик
- 55 км: река без названия
- 64 км: река без названия
- 73 км: река Кабакта
- 76 км: река Аингли
- 86 км: река без названия
- 99 км: река Чубачи
- 102 км: река Кабакта
- 108 км: река без названия
- 128 км: река без названия
- 140 км: река без названия
- 145 км: река Дюрпучи
- 151 км: река без названия
- 154 км: река без названия

## Населённые пункты, инфраструктура
Долина реки не заселена, берега заняты глухой тайгой. Ближайший посёлок Лопча, по автомобильной дороге местного значения Ларба — Чильчи" (автомобильный дублёр БАМа) находится примерно в 10 км. На вышеназванной дороге имеется автомобильный мост через реку.
Единственный железнодорожный мост находится на 1526-м км перегона разъезд Марикта — станция Лопча Дальневосточной железной дороги.